# 1548 en santé et médecine
| Années de la santé et de la médecine : 1545 - 1546 - 1547 - 1548 - 1549 - 1550 - 1551    |
| Décennies de la santé et de la médecine : 1510 - 1520 - 1530 - 1540 - 1550 - 1560 - 1570 |

Cet article présente les faits marquants de l'année 1548 en santé et médecine.

## Événements
- Selon Pedro Simón,  qui écrira en 1627, l'expédition d'Alonzo Pérez de Tolosa découvre l'usage du curare[1].
- Nicolas Houël (1524 ?-1587) est reçu maître apothicaire[2].

## Publications
- William Turner (1510-1568), The Names of Herbs in Greek, Latin, English, Dutch and French with the Commune Names that Herbaries and Apotecaries Use[3],[4].
- Auger Ferrier († 1588), médecin et astrologue français, fait paraître des Remèdes préservatifs et curatifs de la peste qui seront « plusieurs fois réédité[s] jusqu'au XVIIIe siècle[5] ».
- Sous le titre de Sur la faculté des simples médicaments[6], Hervé Fayard fait imprimer chez Guillaume de la Nouaille à Limoges sa traduction française du De simplicium medicamentorum, version latine, par Theodoricus Gerardus Gaudanus, du traité des Simples de Galien, publiée en 1530 à Paris chez Simon de Colines[7],[8].

## Naissances
- Jacques de Cahaignes (mort en 1612), médecin français[9].
- 1548 ? : Urbain Hémard (mort en 1592), médecin et odontologue français[10].

## Décès
- Walther Hermann Ryff (né en 1500), chirurgien strasbourgeois ou zurichois[11].